# Рёшти

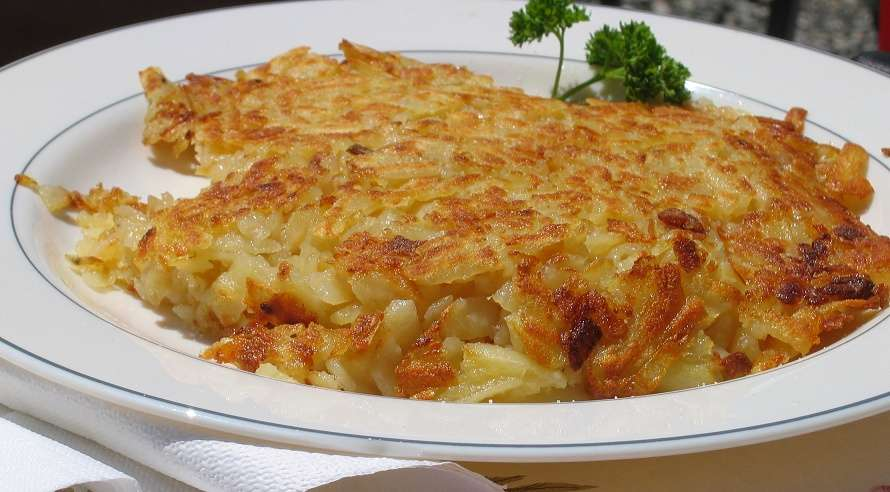
Тарелка рёшти

Рёшти (нем. Rösti, фр. rösti или rœsti) — швейцарское национальное блюдо, изготавливаемое из тёртого сырого или отваренного картофеля с добавками растительных или животных жиров. Хотя обычно рёшти состоит только из картофеля (приправленного солью и перцем), иногда в это блюдо добавляют бекон, лук, сыр, яблоко или зелень; это считается региональными особенностями блюда. Так, в базельском варианте рёшти в натёртый картофель перед приготовлением добавляется нашинкованный тонкими кольцами лук.
В большинстве случаев блюдо приготавливается на сковороде, но допустимо и использование духовки. По рецептуре и вкусу рёшти напоминают картофельные оладьи, драники, а также американские хашбрауны.
Исторически рёшти являлись традиционным крестьянским завтраком в кантоне Берн. На сегодняшний день рёшти едят по всей Швейцарии (но прежде всего — в германоязычной её части) и подают во время обеда или ужина в качестве гарнира к мясным или овощным блюдам. Рёшти не относят к здоровой пище из-за использования при их приготовлении большого количества масла.
Это блюдо дало имя швейцарскому политическому термину, описывающему разницу между франкоговорящей (см. Романдия) и немецкоговорящей частями Швейцарии: рёштиграбен (буквально ров рёшти).